# René Chesnais
Pour les articles homonymes, voir Chesnais.
René, Émile, Marie Chesnais, né le 10 novembre 1922 à Baulon et mort au Croisic le 24 juillet 2014, est un militaire, diplomate, écrivain et homme politique français.
Général de corps aérien, commandeur de la Légion d'honneur et Grand-croix de l'ordre national du Mérite, il a participé aux opérations de la Seconde Guerre mondiale, de la guerre d'Indochine et de la guerre d'Algérie. Également officier d'état-major, il a été membre de l'état-major particulier du président de la République française, le général de Gaulle, chef de cabinet du Chef d'état-major de l'Armée de l'Air, commandant de l'École de l'air de Salon-de-Provence, chef de la mission française auprès de l'Organisation du traité de l'Atlantique nord (OTAN) et maire de Baulon.

## Biographie

### Origine et vie privée
René Chesnais est né le 10 novembre 1922 à Baulon, du Docteur René Chesnais et Marie Regnault, une famille attachée à cette commune depuis des générations.
Il épouse Ghislaine de Hauteclocque en 1955, fille de Jean de Hauteclocque, diplomate français, lui-même cousin du général Philippe Leclerc de Hauteclocque
Il est père de trois enfants.

### Carrière militaire
Il intègre l'École de l'Air de Salon-de-Provence en 1942 (promotion Tricaud), alors tout récemment construite, en 1938. Il est renvoyé en Bretagne en novembre 1942 avec ses camarades de promotion, à la suite de l’invasion par les forces armées allemandes et italiennes de la zone libre du sud de France.
Il s’engage alors dans un groupe de renseignement de la résistance en Ille-et-Vilaine. Voulant reprendre le combat, il apprend l'existence d'une filière pour partir en Espagne et décide de s'y rendre. Il traverse les Pyrénées mais est arrêté et emprisonné en 1943 par le régime franquiste à Pampelune, en Navarre, puis dans un camp à Miranda, en Castille-et-Léon. Libéré grâce à l'intervention d'André Boyer-Mas, il se rend à Casablanca, au Maroc français, où il rejoint l’École de l’air à Marrakech, en novembre 1943.
De là, il part aux États-Unis d’Amérique pour y commencer son entraînement aérien sur les bases de Craig Field et Tuscaloosa, en Alabama, ce qui lui permet de nouer de nombreux contacts avec des officiers américains. À cette occasion, il effectue un voyage à travers le pays, à San-Francisco puis à Los Angeles, où il rencontre Darius Milhaud, René Clair ou encore l’actrice Gene Tierney.
Après un an, breveté navigateur, il rejoint à Alger la 62ème escadre de transport de l’armée de l’Air française, et effectue de nombreuses missions en Junkers Ju 52 en Afrique et au Moyen-Orient.
En août 1946, il rallie en Indochine les GT 1/34, en Junkers Ju 52, puis 2/64, sur Dakota. Il revient momentanément en France en juillet 1948 pour y reprendre sa formation au pilotage et retrouve en mai 1949 le GT 2/64 en Indochine où il finira son séjour comme aide de camp du général Marcel Carpentier.
De retour en France, parlant bien l’anglais, il assiste le général Alfred Gruenther, en tant qu’aide de camp, pour installer le Grand Quartier général des puissances alliées en Europe à Rocquencourt et y accueillir son premier Commandant suprême, le général Dwight D. Eisenhower, futur président des États-Unis d’Amérique. Il est chargé par ces derniers de différentes fonctions dans la constitution et la mise en œuvre du commandement de l’Alliance Atlantique.  Il participe à la réunion fondatrice des officiers généraux, qui se tient à Rome en 1951.
Il intègre l’École d’État-major en 1954, où il reprend son entraînement de pilote. Cette même année et jusqu’en 1955, il commande le groupe de bombardement Gascogne durant la guerre d'Indochine, où il participe à la Bataille de Diên Biên Phu, avant de partir en 1956 pour l’Algérie. Il effectue alors 199 missions de guerre en 350 heures de vol.
Il intègre l’École de Guerre en 1961, où il est commandant de promo.
En 1962, dans le contexte du retrait français d’Algérie, il devient membre de l'état-major particulier du président de la République française, le général de Gaulle, chargé du développement des forces aériennes stratégiques et des affaires atomiques. Il participe à l’élaboration de la doctrine de dissuasion nucléaire, la création de la Délégation ministérielle de l'armement, ou encore le développement de la bombe à fusion thermonucléaire française. À la suite de cela, il prend le commandement de la base d’Istres en 1965 avec ses Dassault Mirage IV, premier vecteur de la « triade » de la dissuasion nucléaire française, et ses Boeing C-135 Stratolifter.
Après avoir été chef du 1er bureau puis chef de cabinet des Chefs d'état-major de l'Armée de l'Air Philippe Maurin et Gabriel Gauthier, il est nommé général de brigade aérienne le 1er octobre 1970.
De retour à Salon-de-Provence, il prend le commandement de l’École de l’air en 1971, où il renforce ses liens avec l'université d’Aix-Marseille.
Il effectue ensuite un retour en 1974 au Grand Quartier général des puissances alliées en Europe, comme Chef de la Mission militaire française auprès de l’OTAN. Un poste très diplomatique, la France ayant quitté le commandement militaire intégré, afin que, par des contacts discrets mais efficaces entre le général Alexander Haig et le chef d'état-major des armées, la France reste proche de ses alliés en cas de conflit.
Il est nommé général de corps d’armée en 1977, avec 6500 heures de vol à son actif et huit citations pour ses faits d’armes.

### Carrière politique et retraite
Il est placé en congé du personnel navigant en 1977 et prend sa retraite dans sa commune natale en Bretagne. Cette même année, il est élu maire de Baulon. Il le restera pendant deux mandats, de 1977 à 1989.
Il déménage à la fin des années 1990 au Croisic.
Il est décoré grand-croix de l'ordre national du Mérite par le président de la République Nicolas Sarkozy, le 20 novembre 2007 lors d’une cérémonie donnée dans la grande cour carrée des Invalides, sur la proposition de Michèle Alliot-Marie, alors qu’elle était ministre des armées, qui salue « un homme au parcours exceptionnel. Homme d’honneur, sympathique, ayant le sens de l’honneur et du devoir, le général René Chesnais est porteur d’une histoire dont il faut se souvenir ; par sa connaissance de personnalités qui ont façonné notre histoire, il reste un témoin de faits et d'anecdotes précieuses pour les historiens ».
Il décède le 24 juillet 2014. Une cérémonie religieuse est célébrée le 28 juillet 2014, en l'église Notre-Dame-de-Pitié du Croisic. Le 29 juillet 2014, un ultime hommage lui est rendu en l'église Saint-Tugdual de Baulon, suivi de son inhumation.

### Grades militaires
- 1943 : Sous-lieutenant
- 1944 : Lieutenant
- 1949 : Capitaine
- 1959 : Commandant
- 1965 : Lieutenant-colonel
- 1969 : Colonel
- 1975 : Général de brigade aérienne
- 1979 : Général de division aérienne
- 1977 : Général de corps aérien

## Distinctions
- Commandeur de la Légion d'honneur.
- Grand-croix de l'ordre national du Mérite.

## Publications
- René Chesnais, La guerre et la Résistance dans le sud de l'Ille-et-Vilaine : témoignages, Le Croisic, R. Chesnais, 1999, 432 p. (ISBN 978-2-951-38640-2)
- René Chesnais, Les années tragiques d’un aérodrome - Saint-Jacques-de-la-Lande, 1934-1944, 2003 (ISBN 978-2913953529)